# Оси
Вижте пояснителната страница за други значения на Оса.
Осите (Vespidae) са семейство жилещи насекоми. По-общото определение е: всички жилещи насекоми без пчелите и мравките. Съществуват около 5000 различни вида оси.
Активността на осите, както и на всички насекоми, се увеличава с повишаване на температурата на въздуха.
Осите са жилещи насекоми, хранещи се според вида си с нектар, както и с други насекоми. Съществуват 100 000 вида оси. Най-разпространеният вид оси в България е европейска жълта оса.
Осите и стършелите имат гладко остро жило, лесно проникващо в кожата и лесно измъкващо се от там. За разлика от пчелите, тези насекоми могат да жилят многократно. Те правят гнезда, като дъвчат мека дървесина и примесвайки я със своята слюнка създават хартиеноподобна материя от която изграждат гнездото.
Осите умират през зимата. Жива остава само осата майка, която се намира в състояние на летаргия, през зимата , и през пролетта започва нова колония. 
Поради тази причина осите нямат нужда от запаси с храна, каквато е медът за пчелите.

## Представители
- Обикновена оса
- Европейска жълта оса
- Хартиена оса
- Гола оса